# The Perfect Date
Pour plus de détails, voir Fiche technique et Distribution.
The Perfect Date est une comédie romantique américaine réalisée par Chris Nelson, sortie en 2019 sur Netflix. Il s’agit de l’adaptation du roman américain The Stand-In de Steve Bloom (2017).
Le film suit Brooks Rattigan qui n’a qu’une obsession : intégrer la prestigieuse université Yale. D’une famille modeste menée un père pantouflard, Brooks n’a pas les moyens de financer son rêve. À la suite d’un petit boulot où il gagne une coquette somme d’argent en accompagnant une fille inconnue au bal, Brooks décide avec l’aide son meilleur ami Murph, de créer une application lui permettant de louer ses services de « faux petit ami »…

## Synopsis
Brooks Rattigan (Noah Centineo) est un étudiant de dernière année qui rêve d'entrer à Yale, tandis que son père (Matt Walsh) veut qu'il aille à l'université du Connecticut, où Brooks a une carrière toute tracée. Il travaille dans un fast food avec son meilleur ami, le programmeur Murph (Odiseas Goergiadis), mais le financement de ses rêves universitaires s'avère inquiétant.
Brooks saisit l'occasion de gagner un peu plus d'argent en se faisant passer pour le petit ami de Celia Lieberman (Laura Marano), une femme sûre d'elle et un peu rebelle, et découvre qu'il a un don avec sa personnalité souple. Il rencontre Shelby (Camila Mendes), qui a l'impression que Brooks est riche. Il se fait un devoir de la convaincre.
Lui et Murph lancent une application, nommé « The Stand-In » (« la doublure », en Français). Après avoir découvert que Celia était amoureuse de Franklin Volley (Blaine Kern III), ils ont mis en place un plan pour simuler une rupture, dans lequel chacun d'eux se retrouve avec Shelby et Frank. Alors que les affaires explosent pour Brooks, Murph se sent négligé et coupe les vivres avec Brooks, et quitte son emploi au fast food. Celia organise une entrevue pour Brooks à Yale, et elle est contrariée quand elle apprend qu'il a déjà fait des recherches sur le doyen et qu'il a menti sur son statut d'apiculteur amateur. Brooks le justifie en disant que ce n'est pas différent de ce qu'il a fait avec son application.
Celia se rend compte que Frank n'est pas la personne qu'il lui faut, mais ne le dit pas à Brooks. Quand ils font leur fausse rupture, elle est blessée par ses paroles et le gifle. Brooks a l'impression que c'est de la comédie. Après leur « rupture », Shelby demande à Brooks de l'accompagner à son bal scolaire. Mais les deux personnes ont de la difficulté à établir des relations entre elles et à tenir une conversation.
Au bal, Brooks voit Leah, une fille qui avait utilisé son application pour « pratiquer les rencontres ». Elle révèle tout sur l'application de Brooks à Shelby, qui est offensée et dégoûtée par le thème de l'application de Brooks. Elle révèle qu'il n'est pas de la ville riche dont elle pense qu'il est originaire et qu'il a besoin d'argent pour aller à Yale. Elle le traite de menteur et s'en va.
Brooks s'approche de Celia, qui est aussi au bal. Elle décline son offre de danser, et dit qu'elle ne sera pas sa roue de secours maintenant que Shelby n'est pas intéressée. Il rentre à la maison et parle à son père de ce qui se passe dans sa vie. Son père est surpris et dit qu'il ne savait pas que Yale comptait autant pour Brooks. Brooks dit aussi que son application n'était pas seulement pour amasser de l'argent, mais pour essayer de savoir qui il était et quel était son plan. Son père lui dit que le mieux qu'il puisse faire est de penser à qui il était dans son passé, de le comparer à qui il veut être dans le futur et de partager la différence, c'est ce qui fait de vous qui vous êtes aujourd'hui.
Brooks décide d'accepter l'offre de UConn, ne souhaitant pas se faire passer pour quelqu'un qu'il n'est pas pour intégrer Yale. Brooks s'excuse et se réconcilie avec Murph. Il rencontre aussi Celia et lui écrit une lettre dans laquelle il réfléchit à la façon dont ses ambitions antérieures étaient de conduire la voiture la plus chic, d'aller dans la plus belle école et de sortir avec la fille la plus désirée. Mais il a révélé que ces ambitions ont fait de lui un mauvais ami, un fils ingrat et un égoïste obsédé. Il écrit que les moments où il se sentait le plus lui-même, c'était quand il était avec Celia et qu'il voulait être avec elle. Elle s'excuse plus tard de l'avoir giflé.
Le film se termine par un vrai rendez-vous et un baiser entre les deux.

## Fiche technique
Sauf indication contraire, les informations mentionnées dans cette section peuvent être confirmées par la base de données cinématographiques IMDb,  présente dans la section « Liens externes ».
- Titres original et français : The Perfect Date
- Réalisation : Chris Nelson
- Scénario : Steve Bloom et Randall Green, d’après le roman The Stand-In de Steve Bloom (2017)
- Direction artistique : James A. Gelarden
- Costumes : Ann Walters
- Photographie : Bartosz Nalazek
- Montage : Tara Timpone et Brad Wilhite
- Musique : Joe Wong
- Production : Matt Kaplan et John Tomko
- Sociétés de production : Ace Entertainment et AwesomenessFilms
- Société de distribution : Netflix
- Pays d’origine :  États-Unis
- Langue originale : anglais
- Format : couleur
- Genre : comédie dramatique
- Durée : 90 minutes
- Dates de sortie :
  - Monde : 12 avril 2019 (Netflix)

## Distribution
- Laura Marano (VF : Adeline Chetail) : Celia Lieberman
- Noah Centineo (VF : Arnaud Laurent) : Brooks Rattigan
- Camila Mendes (VF : Aurore Saint-Martin) : Shelby Pace
- Matt Walsh (VF : Fabien Jacquelin) : Charlie Rattigan
- Odiseas Georgiadis (VF : Nicolas Marais)  : Murph
- Blaine Kern III (VF : Jim Redler) : Franklin Volley
- Carrie Lazar : Lilian Lieberman
- Joe Chrest (VF : Tanguy Goasdoué) : Jerry Lieberman
- Alexander Biglane : Tuna Melt
- Zak Steiner : Reese
- Wayne Péré (VF : Julien Meunier) : Delbert Newhouse

Version française
- Société de doublage : Cinephase
- Direction artistique : Stéphane Marais

 Source et légende : version française (VF) sur RS Doublage.

## Production

### Développement
En mars 2018, Noah Centineo, Camila Mendes, Laura Marano, Matt Walsh et Odiseas Georgiadis, se sont joints à la distribution du film, intitulé The Stand-In, avec Chris Nelson réalisant un scénario de Steve Bloom et Randall Green.
En janvier 2019, Netflix a annoncé qu'il avait acquis les droits mondiaux du film, intitulé The Perfect Date.

### Tournage
Le tournage commence en mars 2018 à La Nouvelle-Orléans.